# Region (Dänemark)

Dänemarks Regionen (seit 2007)

Die Region stellt seit der Kommunalreform 2007 die mittlere Stufe der Verwaltungsgliederung in Dänemark zwischen Kommunen und staatlicher Zentralverwaltung (staten) dar. Sie entspricht der Ebene NUTS 2 der Europäischen Union.
Inwieweit die Regionen kommunalen Charakter besitzen, ist umstritten. Nach herrschender Meinung ist dies nicht der Fall, da ihnen u. a. kein Besteuerungsrecht zukommt und da sie nur wenige, gesetzlich fest vorgeschriebene Kompetenzen besitzen.

## Zuständigkeiten
Im Vergleich zu den bis 2007 bestehenden Amtsbezirken sind die Kompetenzen der Regionen deutlich beschränkt. Die meisten Aufgaben wurden den Kommunen zugewiesen.
- Regionen erheben keine eigenen Steuern, sondern werden durch staatliche Schlüsselzuweisungen und Beiträge der Kommunen finanziert.
- Regionen haben kein Weisungsrecht gegenüber den Kommunen. Im Gegenteil wurden Mechanismen eingeführt, die eine Kontrolle von unten ermöglichen.

Die Hauptaufgaben der Region sind v. a. Leistungen, die die Möglichkeiten der Kommunen überfordern, sowie Maßnahmen zur Raumordnung.
- Krankenhäuser
- Öffentliche Krankenversicherung: Finanzierung der Behandlungskosten bei Haus- und Fachärzten. Da das System rein öffentlich und steuerfinanziert ist, ist es ein öffentlicher Bereich wie alle anderen und keine Krankenversicherung im eigentlichen Sinne.
- Psychiatrie
- Angebote für Schwerbehinderte
- Entwicklungspläne für die Bereiche Natur, Umwelt, Unterricht und Kultur. Die praktische Umsetzung obliegt den Kommunen.

## Liste
| Lage | Region                                          | Verwaltungssitz | deckt die früheren Gebiete                                                           | Einwohnerzahl |
| ---- | ----------------------------------------------- | --------------- | ------------------------------------------------------------------------------------ | ------------- |
|      | Nordjylland (Nordjütland)                       | Aalborg         | Nordjyllands Amt, Mariager Kommune, Teile von Viborg Amt                             | 592.758       |
|      | Midtjylland (Mittel-Jütland)                    | Viborg          | Ringkjøbing Amt, Århus Amt ohne Mariager Kommune, Teile von Viborg Amt und Vejle Amt | 1.373.799     |
|      | Syddanmark (Süddänemark)                        | Vejle           | Fyns Amt, Ribe Amt, Sønderjyllands Amt und Teile von Vejle Amt                       | 1.240.472     |
|      | Sjælland (Seeland, Møn, Lolland, Falster)       | Sorø            | Roskilde Amt, Storstrøms Amt und Vestsjællands Amt                                   | 854.902       |
|      | Hovedstaden (Kopenhagen, Nordseeland, Bornholm) | Hillerød        | Københavns Amt, Frederiksborg Amt, Kopenhagen, Frederiksberg und Bornholm            | 1.930.793     |

Stand 1. Januar 2025
In der Kommunal- und Regionsratswahl am 18. November 2025 werden die 47 Mitglieder des Regionsrats in der Region Ostdänemark (Sitz: Sorø) zum ersten Mal gewählt. In der Region Østdanmark gehen die ehemaligen Regionen Hovedstaden und Sjælland am 1. Januar 2027 auf.